# 川又由希夫
川又 由希夫（、1929年〈昭和4年〉3月13日 - ）は、日本の元俳優である。旧芸名は川又 吉一（）。東京府東京市渋谷区（現在の東京都同区）出身。
身長は158センチメートル。眼鏡をかけた細面が特徴である。

## 来歴・人物
国際外国語学校を経て、1947年（昭和22年）に劇団東童へ入団し、子役として活躍する。その後、1950年（昭和25年）に移籍した東京映画演技者集団を経て、1953年（昭和28年）、東宝に入社。東宝特撮映画を始め、ジャンルを問わず数多くの作品に出演した。昭和30年代後半には川又 由希夫に改名して活動。
1971年（昭和46年）以降、映画出演の記録がない。
特技はマンドリン演奏。

## 出演作品
- 天晴れ一番手柄 青春銭形平次（1953年）
- 太平洋の鷲（1953年）
- 次郎長三国志 第七部 初祝い清水港（1954年）
- 七人の侍（1954年） - 百姓
- 魔子恐るべし（1954年）
- ゴジラシリーズ
  - ゴジラ（1954年） - しきねの新聞記者[5][注釈 2]
  - ゴジラの逆襲（1955年） - 海洋漁業KK社員[6]
  - キングコング対ゴジラ（1962年）
  - モスラ対ゴジラ（1964年） - 三浦博士の助手[5]
  - ゴジラ・エビラ・モスラ 南海の大決闘（1966年）
  - 怪獣総進撃（1968年） - 国連科学委員会技師[6]、TVカメラマン[6]、防衛隊幹部[5]（防衛隊員[6]）
  - ゴジラ対ヘドラ（1971年）
- やんちゃ娘行状記（1955年）
- 浮雲（1955年） - 屋久島営林署職員
- 花嫁立候補（1955年）
- 獣人雪男（1955年）
- 白夫人の妖恋（1956年）
- 空の大怪獣ラドン（1956年）
- サラリーマン出世太閤記（1957年）
- 続々 大番・怒涛篇（1957年）
- 地球防衛軍（1957年） - 調査団[3]
- 変身人間シリーズ
  - 美女と液体人間（1958年）
  - 電送人間（1960年）
  - ガス人間第一号（1960年）
- 大怪獣バラン（1958年） - 次郎[1][3]
- 暗黒街の顔役（1959年）
- 野獣死すべし（1959年）
- 宇宙大戦争（1959年） - 国際宇宙科学センター職員[7]
- ハワイ・ミッドウェイ大海空戦 太平洋の嵐（1960年）
- 山のかなたに 第一部林檎の頬 第二部魚の接吻（1960年）
- 国定忠治（1960年）
- 独立愚連隊西へ（1960年）
- 金づくり太閤記（1960年）
- 銀座の恋人たち（1961年）
- アワモリ君シリーズ
  - アワモリ君売出す（1961年）
  - アワモリ君乾杯!（1961年）
- 君も出世ができる（1964年）
- 自動車泥棒（1964年）
- フランケンシュタイン対地底怪獣（1965年） - 遊覧船船員[要出典]
- 太平洋奇跡の作戦 キスカ（1965年）
- クレージー映画
  - 大冒険（1965年）
  - 日本一の男の中の男（1967年） - グリルの客
- あこがれ（1966年）
- お嫁においで（1966年）
- フランケンシュタインの怪獣 サンダ対ガイラ（1966年） - 海上保安部職員[4]
- キングコングの逆襲（1967年）
- サラリーマン悪党術（1968年）
- 日本海大海戦（1969年）
- 悪魔が呼んでいる（1970年）
- ゲゾラ・ガニメ・カメーバ 決戦!南海の大怪獣（1970年） - セルジオ島島民

### テレビドラマ
- ウルトラシリーズ
  - ウルトラQ 第3話「宇宙からの贈りもの」（1966年） - 記者[注釈 3]
  - ウルトラマン 第27話「怪獣殿下 後篇」（1967年） - 大阪府警巡査
  - ウルトラセブン 第21話「海底基地を追え」（1968年） - 伊豆の漁師